# Le Cercle du silence
Cet article possède un paronyme, voir Cercle de silence.
Le Cercle du silence est un roman écrit par David Hepburn et paru en 2008 aux Éditions Les Nouveaux Auteurs. Ce thriller a remporté le grand prix Femme Actuelle du Roman de l'été 2008 décerné par un jury grand public présidé par Paulo Coelho.

## Le roman

### Présentation générale

#### Accroche

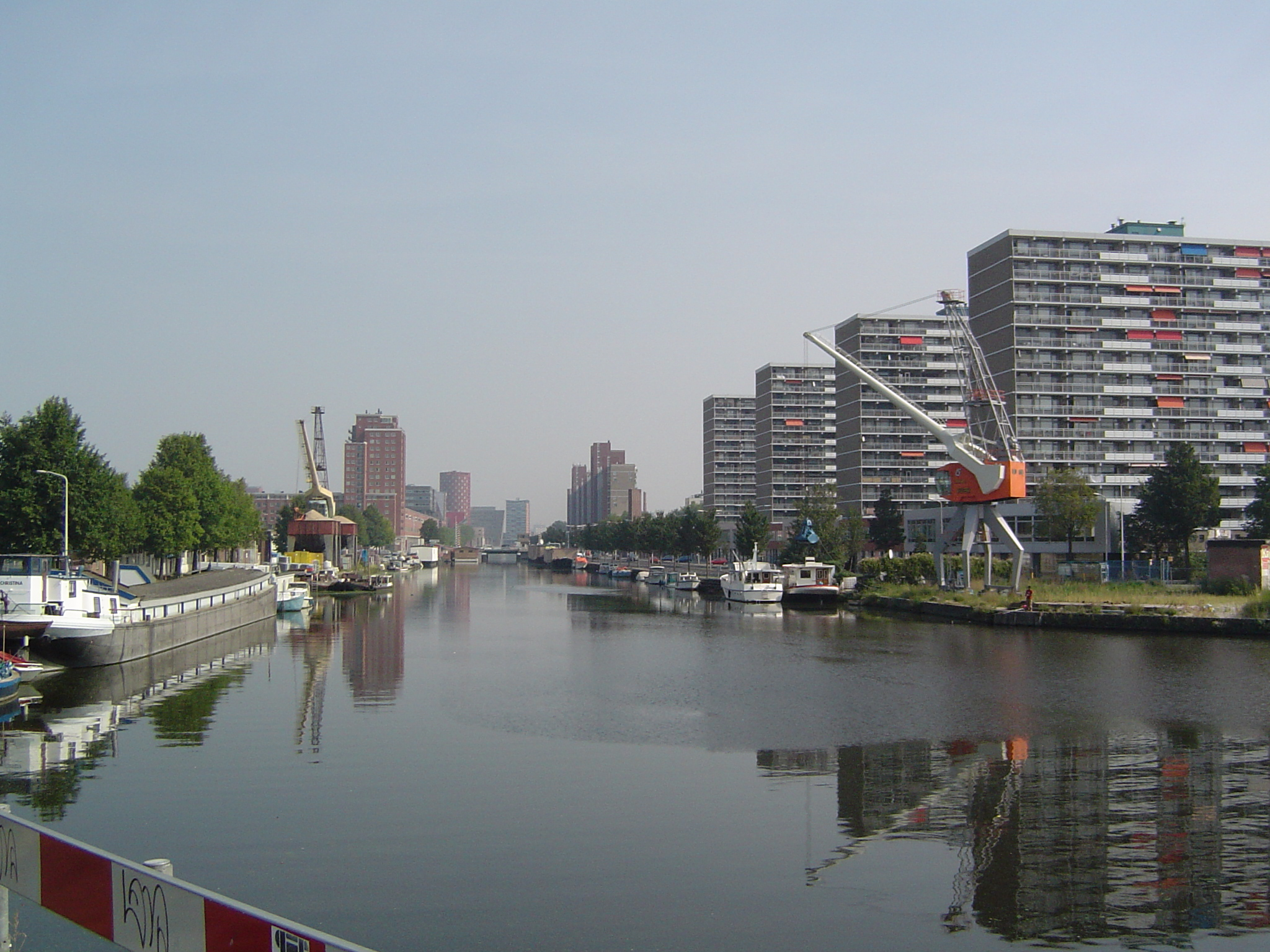
La Haye, où commencent les aventures de Tom Dorvan

Tom Dorvan, substitut de procureur récemment nommé, arrive au port de La Haye et se dirige vers un magnifique paquebot renfermant un terrible secret...

### Analyse

#### Un roman contemporain
Ce terme, « contemporain », a été utilisé pour la première fois par Paulo Coelho pour décrire le livre. Il est tout d'abord contemporain au niveau de son genre très à la mode depuis 2003 et le Da Vinci Code : un mélange de thriller et de suspense teinté de mystère et d'espionnage. Mais, ce roman l'est également au niveau de ses trois thèmes criminels très actuels : la cybercriminalité (traité au cinéma la même année dans Intraçable et dans Firewall deux ans plus tôt par exemple), les drogues de synthèse et l'enlèvement d'adolescents (traités dans la même année dans le film Taken par exemple). David Hepburn a élaboré une histoire autour de ces thèmes après un travail important de documentation. Il a conçu son roman en espérant alerter les parents des dangers qui menacent leurs enfants. Il a écrit un roman réaliste dans lequel s'exprime son regard pessimiste sur le monde,.

#### Style
L'auteur a séparé son roman en deux parties : Cachés en pleine lumière et K.C. 2012 : Affaire « Inexistante ». Son style est froid dans la première partie pour instaurer une distance entre le lecteur et les personnages. Ensuite, il fait une transition « masquée » pour que le lecteur se rapproche des personnages. 
Après avoir commencé à écrire son roman avec des tournures poétiques, David Hepburn a finalement décidé d'utiliser des tournures plus "musicales". Ainsi, quand les personnages tâtonnent, le rythme des phrases est lent et, au contraire, quand ils font des découvertes importantes, le rythme de celles-ci accélèrent. Ce procédé a pour but de faire batte le cœur du lecteur au même rythme que celui des personnages.

## Autour du roman

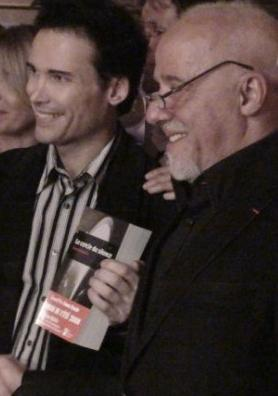
Paulo Coelho remettant le Grand Prix Femme Actuelle Roman de l'été 2008 à David Hepburn

### Récompense et histoire de la publication
Le Cercle du silence a été envoyé par David Hepburn dans le cadre d'un appel à manuscrit lancé par Femme Actuelle pour trouver le « roman de l'été 2008 ». Un comité de lecture grand public de 300 membres a été composé par le magazine et une maison d'édition associée, Les Nouveaux Auteurs, et celui-ci a été placé sous la présidence de Paulo Coelho pour élire le lauréat du concours,. C'est au Cercle du silence, premier roman de David Hepburn, qu'a été décerné le Grand Prix du Roman de l'été Femme Actuelle 2008. Plébiscité par le comité de lecture, il est paru le 15 mai 2008 aux Éditions Les Nouveaux Auteurs. Il a été par la suite présenté le 27 et 29 juin 2008 au Festival du Livre de Nice.
Il est édité en poche aux éditions Pocket le 14 mai 2009, dans la collection thriller.

### Critiques
Le président du jury ayant remis son prix au livre, Paulo Coelho, se félicite d’avoir découvert un « grand auteur de talent ». Renaud Revel qualifie ce thriller d’ « haletant », mot qui revient dans la critique de Gala qui la conclut par la mention « émotions fortes et nuits blanches garanties ». Gonzague Saint Bris, dans sa chronique littéraire sur France Bleu le recommande à « tous les lecteurs de la trilogie Millenium et de Harlan Coben » qui « apprécieront beaucoup le style de cet auteur ». Il est le coup de cœur de la semaine de Thierry Fréret sur Europe 1 qui qualifie le roman de « polar magistral » et « brillantissime »,. Le mode de sélection original du livre fait qu’il n’a reçu que peu ou pas de critiques négatives. La première critique négative qui peut être entendue concerne l'aspect caricatural des « méchants ». David Hepburn s'en défend en précisant qu'ils sont même en deçà de la réalité par rapport à son expérience. À propos de la longueur du roman (640 pages), l'auteur explique qu'il est important pour lui de fouiller les personnages secondaires au maximum afin d'impliquer davantage le lecteur.

### Ventes
L’éditeur a mis en place 17 000 exemplaires pour la première semaine de vente (semaine du 15 mai 2008). Le premier tirage étant de 20 000 exemplaires et du fait d’une rapide rupture de stock, l’éditeur a du préparer un réassort de 10 000 exemplaires,. À la suite d'une nouvelle rupture de stock, une troisième impression a été faite. Il est aujourd'hui considéré comme l'un des best-sellers de l'été 2008 et aura été finalement vendu à plus de 35 000 exemplaires.